# Ophiogomphus westfalli
Ophiogomphus westfalli – gatunek ważki z rodziny gadziogłówkowatych (Gomphidae). Występuje na terenie Ameryki Północnej.